# Almu
Almu är en ort i Azerbajdzjan.   Den ligger i distriktet Lerik Rayonu, i den södra delen av landet, 210 kilometer sydväst om huvudstaden Baku. Almu ligger 840 meter över havet och antalet invånare är 414.
Terrängen runt Almu är bergig. Närmaste större samhälle är Lerik, 10,9 kilometer väster om Almu. 
Omgivningarna runt Almu är en mosaik av jordbruksmark och naturlig växtlighet. Runt Almu är det ganska tätbefolkat, med 60 invånare per kvadratkilometer.